# Antonowo (okręg poniewieski)
Antonowo (lit. Antanavas) – folwark na Litwie położony w okręgu poniewieskim, gm. Rogów. Folwark Antonowo należał (jak zaznaczyli autorzy Słownika geograficznego do dóbr Dawidzki (Januszkiewiczów). Zamieszkiwała tu w XX wieku rodzina Szwejkowskich, 3 km na północny zachód od miasta Rogów. Folwark położony 39 wiorst od Wiłkomierza. W 1945 folwark był wyludniony.